# 若一光司
若一 光司（わかいち こうじ、1950年（昭和25年）10月16日 - ）は、日本の作家・画家、テレビのコメンテーター。大阪府豊中市出身。大阪市立工芸高等学校美術科卒業。

## 来歴・人物
高校在学中から大阪（信濃橋画廊）・東京（村松画廊）で個展を開催するなど、現代美術作家として活動。1969年（昭和44年）の村松画廊での個展では、ハツカネズミの死体（実物）を透明アクリルで挟んでプレスした作品を展示する活動を行っていた。また、1970年（昭和45年）には松本雄吉らと共に劇団日本維新派（現在の劇団維新派）の結成に参加。
高校を1年留年して卒業後、コピーライターやCFディレクターを経て、1973年（昭和48年）に企画会社プランニング・インターナショナルを設立。代表取締役・クリエィティブディレクターとして、各種の商品開発や販売促進、広告の企画制作に従事。ストリッパーと知的障害の青年との愛を描いた『海に夜を重ねて』（河出書房新社）で1983年度の文藝賞を受賞してからは、作家活動に専念。同受賞作は中原俊監督により『メイク・アップ』のタイトルで映画化された（主演は烏丸せつこ）。1986年（昭和61年）には咲くやこの花賞を受賞。
若一は1970年代の早い時期からパレスチナ難民支援運動に関わり、中東や東南アジア諸国を往来。1973年（昭和48年）にはパレスチナ問題について記した『イスラエルの中のアラブ人』（サブリ・ジェリス著）を奈良本英佑（現・法政大学教授）と共訳し、サイマル出版会から刊行している。
アジア各国の事情や人権問題に関連する連載ルポやコラムを朝日・毎日・産経の各新聞に関する執筆を行っており、人権分野では在日韓国・朝鮮人問題と死刑問題に関して積極的に発言している。死刑廃止論者の立場から『朝まで生テレビ!』（テレビ朝日）に出演したり、死刑存置派であるジャーナリストの大谷昭宏と、テレビ番組の中で何回となく激論を戦わせたりしている。NHK総合テレビ『アジア・マンスリー』のキャスターを3年間務めるなどテレビ出演も多く、テレビ番組の中で、島田紳助の暴力事件で、紳助を擁護した井上公造に疑問を呈して大激論になったり、大阪府知事（当時）の橋下徹と怒鳴りあいをするなどしたことがある。
2002年（平成14年）12月に番画廊（大阪）で32年ぶりの個展を開催し、コンピュータグラフィックスによる超現実主義的な絵画を発表して読売新聞やテレビニュースなどで報道された。 
2003年（平成15年）には、「天理ビエンナーレ展」で道友社賞、「さかいでArtグランプリ」で佳作賞、「プリンツ21グランプリ展」で新日本造形賞、「川の絵画大賞展」で佳作賞を連続受賞し、画家としても注目されるようになるが、それ以降は発表を中断。2021年2月上旬より、「別市坑地（ワカイチコウジ）@tomarison」のアカウント名でTwitter上で絵画作品の発表を始める。
テレビ大阪番組審議委員、豊中市文化専門委員、大阪府在日外国人問題有識者会議委員、アジア太平洋人権情報センター企画運営委員、豊中国際交流協会理事などを歴任していたが、2000年（平成12年）にすべての役職を辞任。1999年（平成11年）からの3年間、大阪市立大学大学院の非常勤講師として異文化コミュニケーション論を担当。人権問題や国際理解の分野でも言論活動を展開している。日本文芸家協会会員。

## 発言
- 週刊朝日が、佐野眞一らが執筆した「ハシシタ　奴の本性」を2012年10月16日発売号に掲載し、橋下徹から「差別的だ」と抗議を受けて事態が紛糾した問題では、大谷昭宏や二木啓孝らジャーナリストの多くが橋下非難に回ったのに対し、日頃は橋下に批判的な若一は、いち早く読売テレビの番組[2]で「橋下市長の主張は9割方正しい。佐野氏の文章には部落差別を助長する文言があるし、（親兄弟や親戚など）自らが選択できない不可避的な人間関係をもってして、その人の社会的評価や人格を決めつけようとするような（血脈主義的な）表現もまた、差別を助長するものだ。人権感覚の欠如した許しがたい文章だ」と明確に指摘。翌々日の新聞[3]にも同様のコメントを発表した。橋下は10月19日朝の登庁時囲み取材の際に、「無責任な発言をするコメンテーターが多い中で、ぼくとは政策の合う合わないのある若一さんが、『差別的で許しがたい文章だ』とズバッと言い切った。そう言い切れない人たちが多いことが怖い」との主旨の発言をしている。
- 2019年（令和元年）5月10日に放送された『かんさい情報ネットten.』（読売テレビ）に出演した際、番組内の「迷ってナンボ！」と題するコーナーで、漫才師の二人が「性別不詳な人物の性別を身分証明書の性別欄などで確認する」「胸を触ることで性別を確認する」という内容のVTRが流された。それに対し、若一は自ら発言を切り出し、「男性か女性かどっちかという質問のやり方、これは許しがたい人権感覚の欠如ですね。個人のセクシュアリティーにそういう形で踏み込むべきじゃないです。極めて…こんなものよう、平気で放送出来るね！どういう感覚ですか、これ？報道番組として。ちゃんと考えろよ！」と生放送中に怒りをあらわにした。続いて「例えご本人がテレビに出ることを了解していたとしても、個人のセクシャリティーに対して、そういうアプローチをすること自体が人権感覚、人権認識に悖ります」[4]と怒り心頭に発する表情で述べ、番組内容を厳しく批判した[5]。読売テレビは5月13日放送の同番組冒頭で報道局長、解説デスク、キャスター4人らが終始沈痛な顔付きで反省の言葉を述べて謝罪。同企画を当面休止することを発表した[6]。そして5月15日、再び当番組に登場した若一は放送当時の心境について「いろんなタイプのセクシュアリティー、性的な個性、アイデンティティーを持った方々が、ごくごく普通にこの社会に存在しているのだということが、すでに世界的に共有される現実になっている。にもかかわらず、こういった、見た目が男性か女性が分からないという一点をもって、何の問題意識も感じずに、その人のプライバシーを侵害してしまう。こんなことが本当に、報道番組の名の下で許されていいのだろうかと、私はものすごい、ショックで怒りで震えました」と述べた[7]。この問題に関してはその後、放送倫理・番組向上機構（BPO）の放送倫理検証委員が審議に入ることを決定（6月14日）。そして12月10日、「迷ってナンボ！大阪・夜の十三」に関する委員の意見（委員会決定第31号）を記者会見で公表[8]。当該ロケの放送内容において、日本民間放送連盟が定める報道指針に反する行為（放送倫理違反）があったと判断した。また、若一による「放送中の的確かつ厳しい指摘」や、放送後の読売テレビの対応については、「自主・自律の理念に基づく放送局の対処の在り方として高く評価したい」との見解を示した[8]。

## 著書
- 『海に夜を重ねて』（河出書房新社、1984年）
- 『漂う光に』（長征社、1984年）
- 『楽しい化石採集　近畿の化石産地案内』（松籟社、1986年）
- 『最後の戦死者　陸軍一等兵・小塚金七』（河出書房新社、1986年）
- 『逆光の都市で　ドキュメントエッセイ集』（ブレーンセンター、1987年）
- 『化石のたのしみ　愛しき太古の生きものたち』（河出書房新社、1987年）
- 『アジアとふれあう街で』（ブレーンセンター、1988年）
- 『ペラグラの指輪』（北宋社、1988年）
- 『我、自殺者の名において　戦後昭和の一〇四人』（徳間書店、1990年）
- 『エンドレスマインド　いつも心は震えている』（ブレーンセンター、1990年）
- 『石が語る、恐竜が目覚める　「化石の収集・採掘・大発見」入門』（徳間書店、1991年）
- 『国道一号線の手向け花』（ブレーンセンター、1991年）
- 『万華鏡の割れた日に』（有学書林、1992年）
- 『二十世紀の自殺者たち　百三十人の時代証言』（徳間書店、1992年）
- 『死者からの年賀状　エッセイ集』（有学書林、1994年）
- 『大阪が首都でありえた日　遷都をめぐる「明治維新」史』（三五館、1996年）
- 『琵琶湖遊行』（京阪電気鉄道、1997年）
- 『自殺者』（幻冬舎アウトロー文庫、1998年）
- 『自殺者の時代』（幻冬舎アウトロー文庫、1998年）
- 『20世紀の非凡なる情熱家たち』（白馬社、2000年）
- 『大阪　地名の由来を歩く』ベスト新書（ベストセラーズ、2008年　ワニ文庫、2015年）
- 『大阪　地名の謎と歴史を訪ねて』ベスト新書（ベストセラーズ、2009年）
- 『四季の百景　旅情の百想』（京阪電気鉄道、2010年）
- 『大阪・関西の「謎と不思議」を歩く』（ベスト新書、2012年）
- 『毒殺魔』（幻冬舎、2016年）

### 共著
- 『エロスの博物誌 わたしの性わたしの愛』（天野哲夫、南部孝司、種村季弘ほか共著 北宋社 1987年）

### 翻訳
- サブリ・ジェリス『イスラエルのなかのアラブ人 祖国を奪われた人びと』（奈良本英佑共訳 サイマル出版会 1975年）

## 出演番組
- かんさい情報ネットten.（読売テレビ、水曜日 ※ 他の曜日にも不定期出演）
- あさパラ!（読売テレビ、土曜日）

## 過去のレギュラー出演番組
- ムーブ!（朝日放送）
- 11PM（読売テレビ）
- スタジオL（NHK総合テレビ）
- ニュースウェーブABC（朝日放送）
- とぅぎゃざー（関西テレビ）
- アジア・マンスリー（NHK総合テレビ）
- アップリンク大阪（関西テレビ）
- 復興の街（関西テレビ）
- ワンダラー（関西テレビ）
- くらし応援団！（テレビ大阪）
- バーばーヤング（サンテレビジョン）
- 痛快!エブリデイ（関西テレビ）
- スーパーモーニング（テレビ朝日、火曜日）
- おはようコールABC（朝日放送、水曜日）
- カンテレ通信（関西テレビ、コメンテーター）
- 今日感テレビ（RKB毎日放送、木曜日・金曜日）

ほか

## 過去の単発番組
- 大阪市制百周年記念ドラマ「大大阪の夢（關一物語）」の脚本を執筆（NHK総合テレビ 1989年）
- ドキュメンタリー「国道一号線の手向け花」に主演（関西テレビ 1990年）
- 「近畿スペシャル・アジアウィーク」の解説を担当（NHK総合テレビ 1995年）
- APEC大阪会議記念ドキュメンタリー「若一光司のアジア・ジャランジャラン」に主演（関西テレビ 1995年）
- 「ニューススクランブル（パプアニューギニア特集）」で現地リポート（読売テレビ1998年）
- 「堺からの便り」（堺市提供人権啓発番組）の解説を担当（テレビ大阪 1997年 - 1999年）
- ドキュメンタリー「コリアンの新しい風が吹く（ETV特集）」に主演（NHK教育テレビ 2000年）
- 朝生ワイド す・またん! （読売テレビ 2010年4月30日 辛坊治郎の代理で出演）

ほか